# Gare de Szentléránt
La gare de Szentléránt (en hongrois : Szentléránt vasútállomás) est une halte ferroviaire hongroise, située à Sorkifalud.